# Marco Basaiti

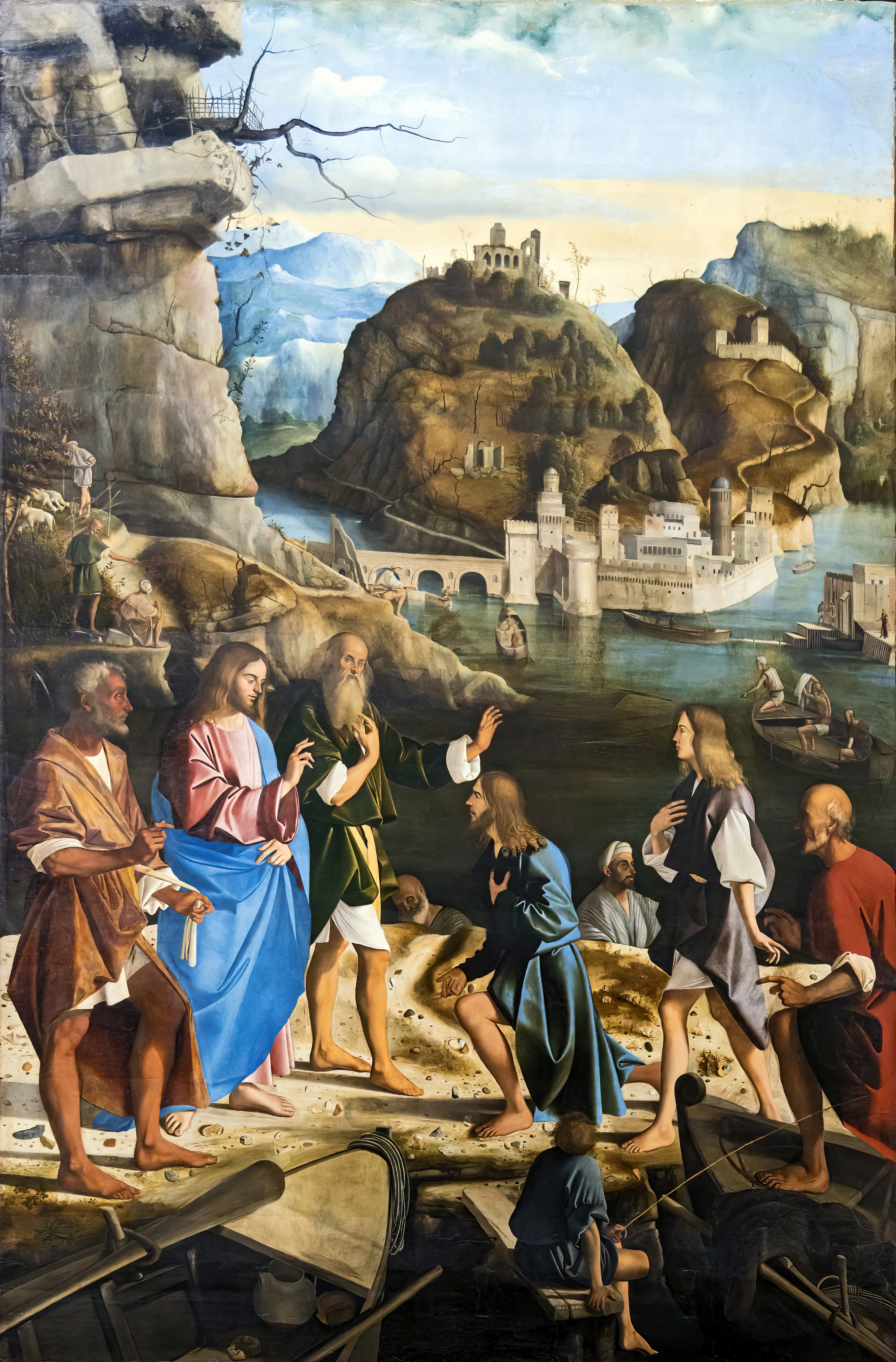
Vocación de los hijos de Zebedeo, Gallerie dell'Accademia, Venecia.

Marco Basaiti (h. 1470-1530) fue un pintor veneciano rival de Giovanni Bellini. Sus obras más conocidas son La oración de Cristo en el huerto de los Olivos (1516, Venecia, Galería de la Academia) y la Vocación de san Pedro y san Andrés.
Aunque pudo haber sido originario de los Balcanes, su fecha de nacimiento y llegada a Venecia se desconocen, pero comenzó a pintar activamente alrededor del año 1496. Fue alumno y colaborador de Alvise Vivarini, llegando a completar varios encargos que quedaron inconclusos a la muerte de su maestro. Basaiti trabajó principalmente  temas religiosos, pero también hizo retratos. Al contrario de las tendencias de la época, usó colores muy brillantes al representar sus temas religiosos.

## Obras destacadas
- Vocación de los hijos de Zebedeo (1510, Gallerie dell'Accademia, Venecia)
- Oración en el huerto con santos (1510, Galleri dell'Accademia, Venecia)
- Lamentación sobre Cristo muerto (1527, Museo del Hermitage, San Petersburgo)
- La Virgen con el Niño (antes atribuida a Cima da Conegliano (Museo del Prado, Madrid)[1]